# Dragó atlàntic
El dragó atlàntic (Callionymus reticulatus) és una espècie de peix de la família dels cal·lionímids i de l'ordre dels perciformes que es troba al sud de la Mar del Nord, el Mar d'Irlanda i des del sud-oest d'Irlanda fins a Portugal. Al Mediterrani se'n va capturar un exemplar a Màlaga.